# Brücke der Nationen
Brücke der Nationen ist der Name mehrerer kultureller Institutionen in Niedersachsen.
Der Namensbestandteil „Brücke“ geht auf den Beinamen aller „British Information Centres“ zurück. Diese sollten in allen Städten der damaligen Britischen Besatzungszone mit mehr als 50.000 Einwohnern im Rahmen der britischen Politik der Reconstruction Nachkriegs-Deutschlands gegründet werden. Dies geschah auch in Oldenburg (Oldb) und in Osnabrück, wo seit den 1950er Jahren der Name „Brücke“ um das Attribut „der Nationen“ erweitert wurde (informell wurde diese Erweiterung gelegentlich auch in anderen Orten vorgenommen, z. B. in Braunschweig).
„British Information Centres“ waren Kultureinrichtungen in der Trägerschaft der britischen Regierung. Die meisten kulturellen und der Völkerverständigung dienenden Einrichtungen in der ehemaligen Britischen Besatzungszone, die heute noch den Namensbestandteil „Brücke“ führen, sind aus BICs hervorgegangen.

## Standorte

### Oldenburg (Oldenburg)

#### Villa an der Gartenstraße

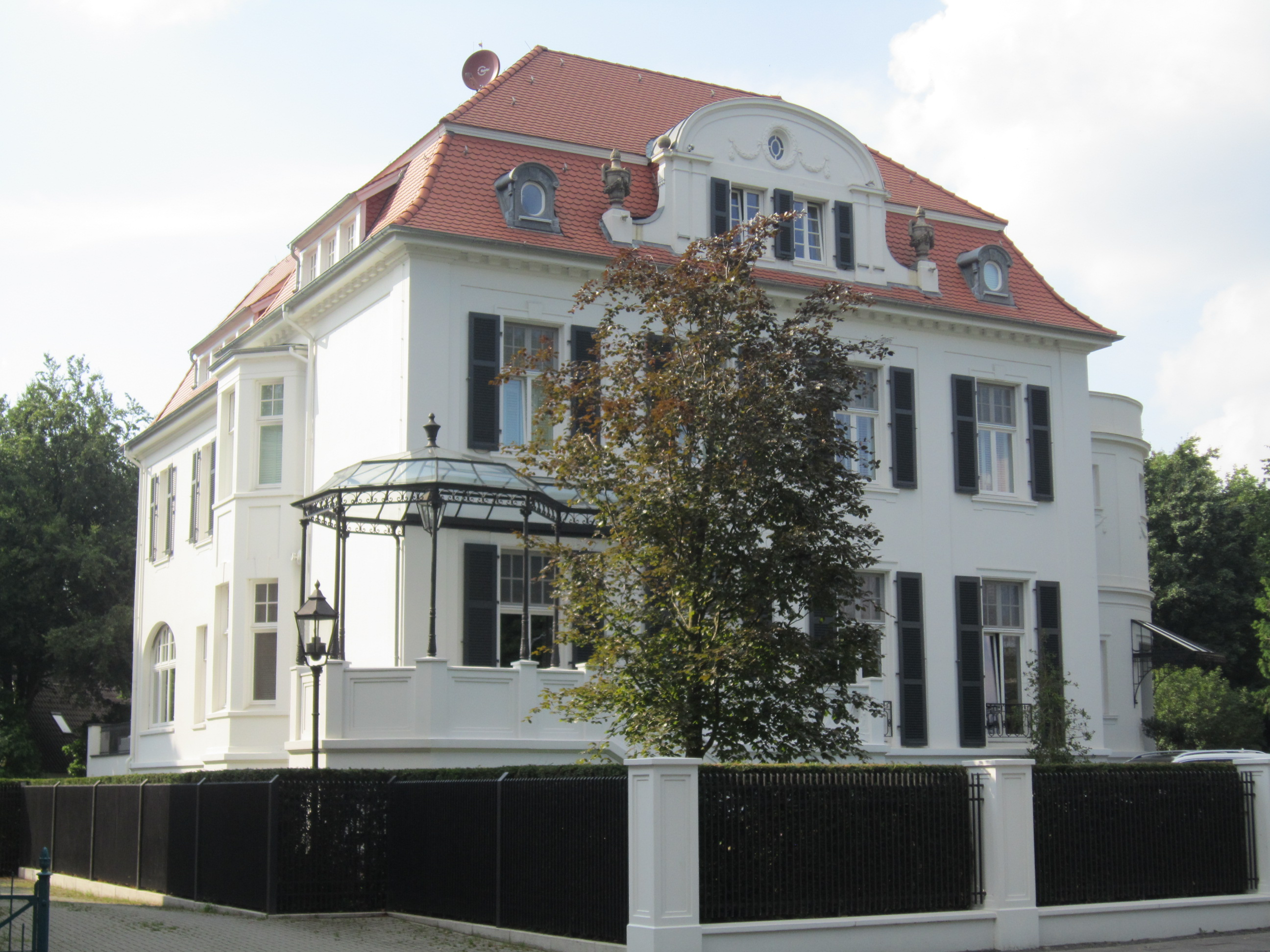
Villa Gartenstraße 5 im Jahr 2014 – Standort der „Brücke der Nationen“ Oldenburg bis 1991

Die 1817 gegenüber dem Schlossgarten errichtete Villa Gartenstraße 5, die von Carl Christian Ludwig Starklof bewohnt wurde, wurde 1906 für den Amtshauptmann Hermann Freiherr von Rossing von dem Architekten Eduard Gildemeister im neoklassizistischen Stil umgebaut. Die Ansicht ihrer der Gartenstraße zugewandten Seite blieb bis heute im Wesentlichen erhalten.
In den Jahren 1942 bis 1945 wurde die Villa von Paul Wegener bewohnt, dem letzten NS-Gauleiter Weser-Ems und in Personalunion „Reichsstatthalter“ für Oldenburg und Bremen. Ab 1945 residierte dort der britische Stadtkommandant. Aus diesem Umstand ergibt sich die Entscheidung, die Villa an der Gartenstraße, deren Eigentümerin bereits damals die Stadt Oldenburg war, zum Standort des „Information Centre Die Brücke“ zu machen.
Nachdem 1944 die Abteilung Volksbücherei aus dem Haushalt der Landesbibliothek Oldenburg ausgeschieden war, stellte sich die Frage nach einem Domizil für die Stadtbücherei. Die Stadt Oldenburg beteiligte sich seit dem 1. April 1953 finanziell an der Fortführung der „Brücke“, die seitdem den Namen „Anglo-German Centre Die Brücke“ trug. Am 1. April 1956 wurde das internationale Kulturzentrum „Brücke der Nationen“ gegründet, nachdem das „Anglo-German Centre“ seine Arbeit eingestellt hatte. Träger der „Brücke der Nationen“ war die Stadt Oldenburg unter Mitwirkung des British Council und des Amerika-Hauses in Bremen. Die städtische Volksbücherei wurde in das Kulturzentrum eingegliedert und in „Bibliothek der Brücke der Nationen“ umbenannt.
Die Villa beherbergte seit den 1950er Jahren neben der Stadtbibliothek die Sektionen Oldenburg der Deutsch-Französischen und Deutsch-Finnischen Gesellschaft, der Carl-Duisberg-Gesellschaft sowie der Gesellschaft für Christlich-Jüdische Zusammenarbeit. Im Keller der Brücke der Nationen, im „Heim der offenen Tür“ („OT“), fanden regelmäßig Tanzveranstaltungen für Jugendliche statt.
In den 1970er Jahren verfügte das städtische Kulturzentrum Brücke der Nationen über eine Veranstaltungsabteilung mit einem 99 Plätze umfassenden Vortragssaal und mit zwei Seminarräumen sowie über eine Bibliotheksabteilung. 1972 wurde ein 300 m² großer Bibliothekspavillon angebaut. Seit 1979 nennt sich die Bibliothek „Brücke der Nationen – Stadtbibliothek“.
1991 wurde das Haus von der Stadt Oldenburg an den Einzelhandelsverband Oldenburg verkauft. Die Stadtbibliothek und einige der zuvor an der Gartenstraße untergebrachten weitere Einrichtungen zogen 1991/1992 an die Peterstraße um.
2007 erwarb eine Privatperson das damals stark renovierungsbedürftige Gebäude vom Einzelhandelsverband und baute es bis 2009 vollständig um.

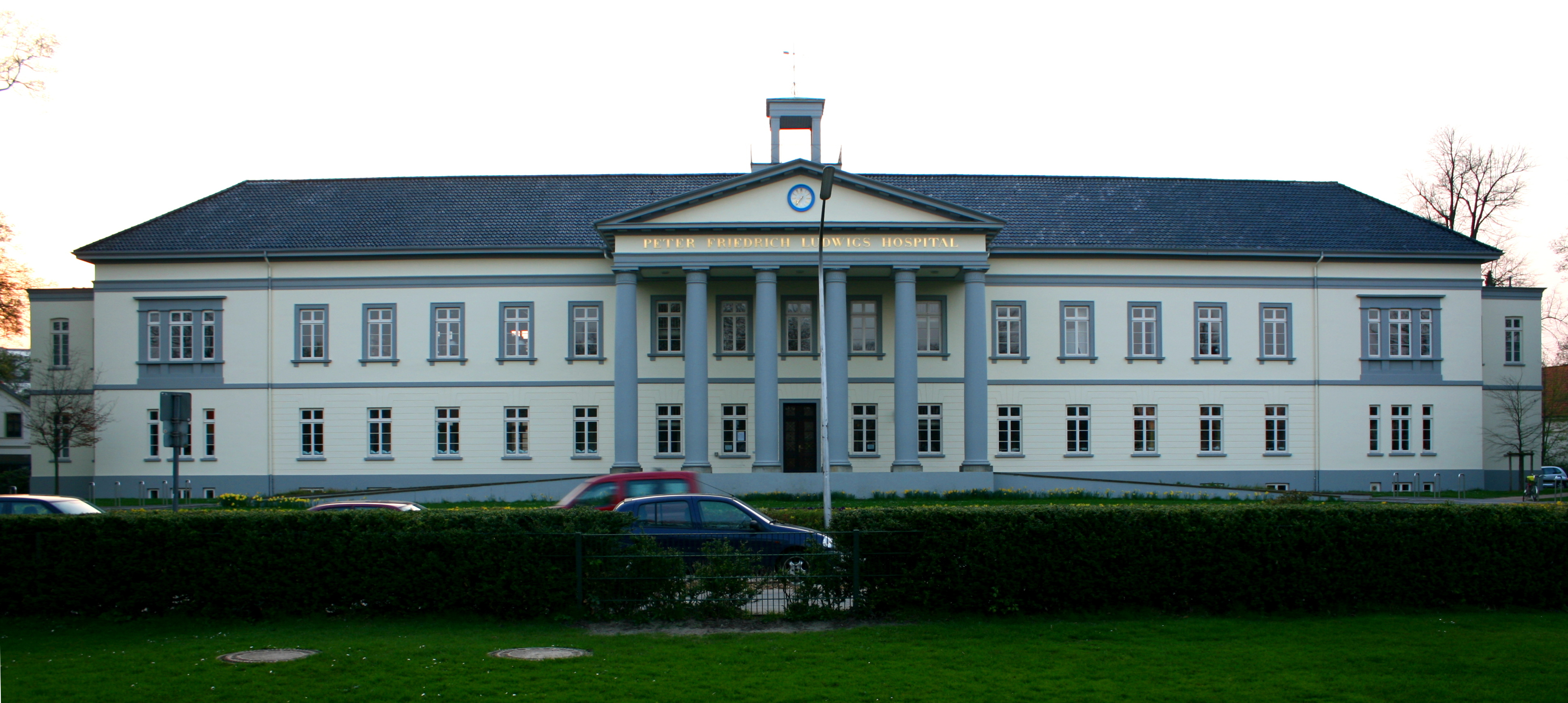
Ehemaliges Peter Friedrich Ludwigs Hospital, heute Kulturzentrum PFL Oldenburg

#### Gebäudekomplex an der Peterstraße
Heute ist Brücke der Nationen der Beiname des Kulturamtes der Stadt Oldenburg. Das Amt wurde am 20. September 1991 gegründet und ist in dem Haus neben dem Hauptgebäude des ehemaligen Peter Friedrich Ludwigs Hospitals an der Peterstraße untergebracht. Im Hauptgebäude befinden sich die Räume der Stadtbibliothek, der bi-nationalen Gesellschaften sowie weiterer kultureller Einrichtungen der Stadt Oldenburg.

### Osnabrück
Auch in Osnabrück wurde nach dem Zweiten Weltkrieg eine Institution namens Brücke der Nationen gegründet. Diese wurde im Mai 1950 in dem Alten Casino am Neuen Graben in der Nähe des Ledenhofes untergebracht. Dabei handelte es sich um eine Bibliothek mit fremdsprachlichen Texten. Die Bestände der Brücke der Nationen sind in den Fremdsprachenbereich der Stadtbibliothek Osnabrück übergegangen. In den Räumen der Brücke der Nationen fanden auch Ausstellungen und Lesungen statt.
1967 wurde die „Brücke der Nationen“ Osnabrück mit der Adresse Markt 8 als Sitz einer „Deutsch-Französischen Gesellschaft“ angegeben. Als Adresse des Vereins „Brücke der Nationen“ wird der Sitz der Volkshochschule Osnabrück (im Stüvehaus) angegeben.